# Ant-Man (film)
Ant-Man är en amerikansk superhjältefilm om Ant-Man, i regi av Peyton Reed efter ett manus av Adam McKay och Paul Rudd. Det är den tolfte delen i filmserien Marvel Cinematic Universe. Filmen hade amerikansk premiär den 17 juli 2015 och svensk och finsk premiär den 22 juli samma år.

## Handling
I slutet på 1980-talet var dr Hank Pym (Michael Douglas) i egenskap av Ant-Man en av personerna som styrde S.H.I.E.L.D. Hans kollega, Carson, ville dock ha tillgång till Pym-partikeln, vilket Pym vägrade. Den resulterande konflikten gjorde att Pym slutade att samarbeta med S.H.I.E.L.D.
I nutid har Scott Lang (Paul Rudd) precis kommit ut från fängelset och försöker bli hederlig för att få träffa sin dotter igen. Hans bakgrund gör det mycket svårare och han tvingas till en sista stöt för att ha någon chans. Målet är en gammal miljonärs hus. Lang lyckas med hjälp av sina kumpaner, men Lang hittar bara en dräkt. Han tar med den och prövar den. Det visar sig att den förminskar bäraren och att Hank Pym orkestrerat inbrottet för att testa Lang. Pyms eget användande av dräkten har gett honom fysiska skador och han behöver Langs hjälp för att göra inbrott hos Pyms tidigare företag, där efterträdare Derren Cross (Corey Stoll) försöker återupptäcka sin mentors uppfinning för att sälja den till HYDRA, Nazitysklands forskningsorganisation.
Lang, Pym och Pyms dotter, Hope, tvingas samarbeta för att dels träna upp Lang att använda dräkten, dels stjäla en komponent som gör det möjligt att ta sig in i Cross labb men som befinner sig i Avengers högkvarter.
Cross lyckas med sin uppfinning som gör det möjligt för honom att tillverka en egen dräkt, något som Pym och Lang upptäcker när de redan befinner sig i labbet.

## Rollista (i urval)
- Paul Rudd – Scott Lang / Ant-Man[3]
- Michael Douglas – Dr. Henry "Hank" Pym[4]
- Evangeline Lilly – Hope van Dyne
- Corey Stoll – Darren Cross / Yellowjacket
- Bobby Cannavale – Jim Paxton[5]
- Michael Peña – Luis
- Judy Greer – Maggie Lang[5]
- Tip "T.I." Harris – Dave[5]
- David Dastmalchian – Kurt
- Anthony Mackie – Sam Wilson / Falcon
- Wood Harris – Gale[5]
- Abby Ryder Fortson – Cassie Lang
- Hayley Atwell – Peggy Carter
- John Slattery – Howard Stark[5]
- Martin Donovan – Mitchell Carson
- Gregg Turkington – Dale
- Hayley Lovitt – Janet van Dyne / Wasp (cameo)
- Chris Evans – Steve Rogers / Captain America (cameo)
- Sebastian Stan – James Buchanan "Bucky" Barnes / Winter Soldier (cameo)
- Stan Lee – Bartender (cameo)

## Om filmen
Filmen är den tolfte filmen och den sista i fas två i Marvel Cinematic Universe. Den följdes av Captain America: Civil War (2016), där också Ant-Man återkom i en sekvens. Filmen Ant-Man and the Wasp (2018) är uppföljaren till Ant-Man.

## Produktion

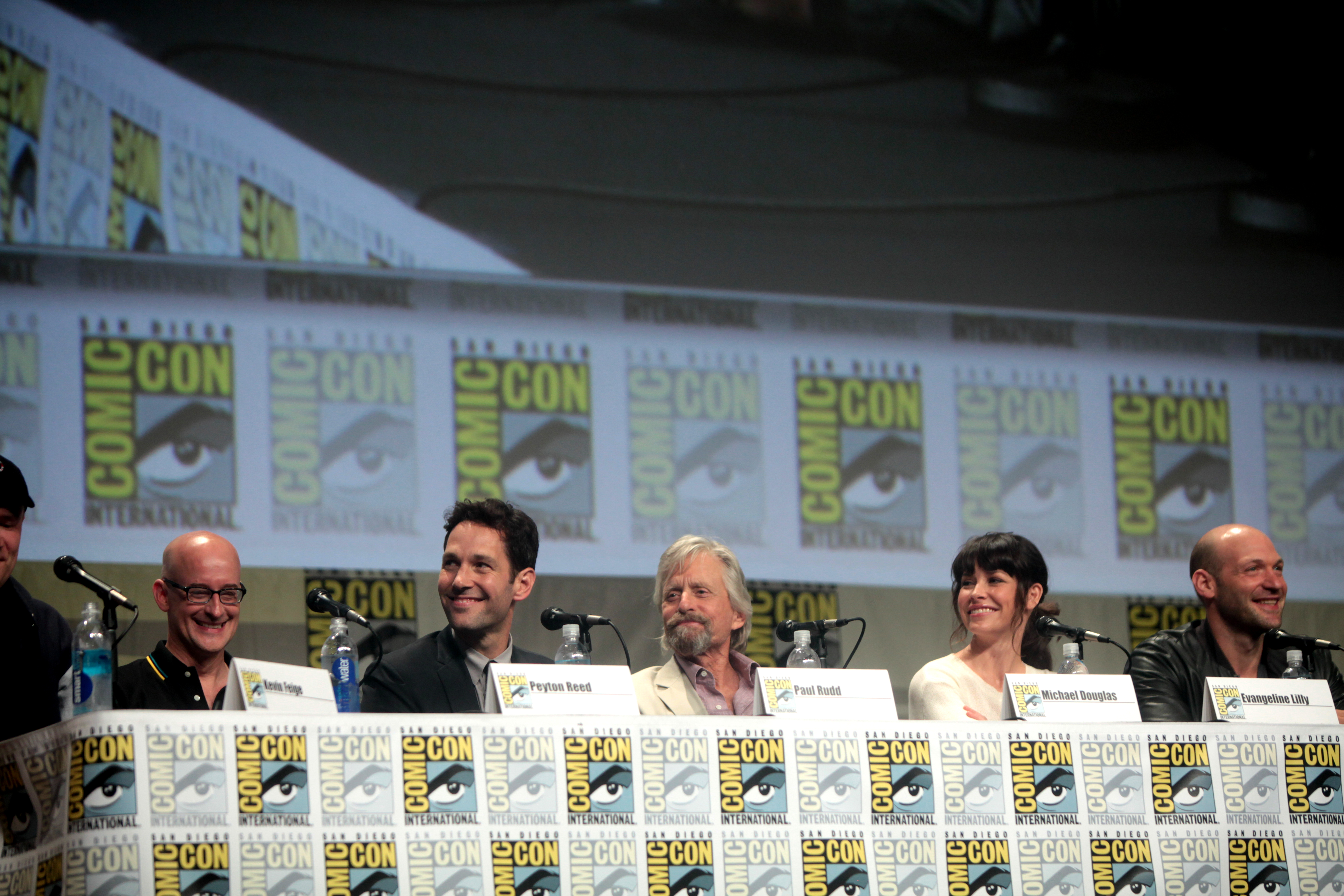
Peyton Reed, Paul Rudd, Michael Douglas, Evangeline Lilly och Corey Stoll promotar Ant-Man under San Diego Comic-Con 2014.

2006 anlitades Edgar Wright för att skriva ett manus baserat på superhjälten. Sedan dess har Wright varit upptagen med Scott Pilgrim vs. the World och att skriva manus till Tintins äventyr: Enhörningens hemlighet. Men i januari 2011 fortsatte Wright att skriva manuset. Senare samma år blev manuset klart.
Under december 2013 meddelades det att Paul Rudd hade fått rollen som Scott Lang. I januari 2014 fick Michael Douglas rollen som Hank Pym.
I maj 2014, bara några månader innan produktionen skulle påbörjas, hoppade Wright ur projektet på grund av meningsskiljaktigheter med studion. Den 7 juni 2014 ersattes han av Peyton Reed, samma dag anställdes Adam McKay för att omarbeta manuset.
Inspelningen påbörjades den 18 augusti 2014 i San Francisco och avslutades i december samma år.